# 2698 Азербайджан
2698 Азербайджа́н (2698 Azerbajdzhan) — астероїд головного поясу, відкритий 11 жовтня 1971 року.
Тіссеранів параметр щодо Юпітера — 3,373.